# Piekło (Niedamowo)
Piekło (kaszb. Piékło) – część wsi Niedamowo w Polsce, położona w województwie pomorskim, w powiecie kościerskim, w gminie Kościerzyna, na wschodnim krańcu Pojezierza Kaszubskiego. Wchodzi w skład sołectwa Niedamowo.
W latach 1975–1998 Piekło administracyjnie należało do województwa gdańskiego